# Olivier Occéan
Olivier Occéan (Brossard, Canada, 23 oktober 1981) is een Canadese voormalig profvoetballer die als aanvaller speelde.

## Carrière

### Odd Grenland
Occéan begon zijn professionele voetbalcarrière bij Vermont Voltage uit de Verenigde staten. Nadat zijn ploeg een vriendschappelijke wedstrijd belegde tegen Odd Grenland dat uitkomt in de Noorse Tippeligaen, maakte Occéan een dusdanige indruk dat de club hem besloot vast te leggen. 
Eenmaal actief in de Noorse competitie wist hij door het maken van doelpunten zich al snel populair te maken bij de fans. In zijn eerste seizoen in dienst van Odd scoorde Occéan direct al 14 maal voor de ploeg.

### Lillestrøm SK
In 2006 maakte Occéan de overstap naar Lillestrøm SK dat hem voor 5 jaar vastlegde en ongeveer 1 miljoen euro overmaakte naar Odd. In zijn eerste jaar voldeed Occéan niet geheel aan het verwachtingspatroon van de club, na een lange tijd droog te hebben gestaan scoorde hij pas weer in de laatste wedstrijd van het seizoen 2006/2007. In totaal speelde hij ongeveer drie jaar bij Lillestrøm, waarin hij in 91 wedstrijden tot 34 doelpunten wist te komen. Hij nam op 11 november 2007 in het Ullevaal Stadion beide doelpunten voor zijn rekening in de finale van de strijd om de Noorse voetbalbeker tussen Haugesund en Lillestrøm (0-2).

### Kickers Offenbach
In het seizoen 2010/2011 vertrok Occéan transfervrij naar het Duitse Kickers Offenbach dat op dat moment uitkwam op het derde niveau van Duitsland. Met vier doelpunten in de eerste 3 wedstrijden wist hij direct indruk te maken, en begon hij al snel de publiekslieveling te worden. Door 30 wedstrijden 16 doelpunten trok hij de aandacht van andere clubs.

### SpVgg Greuther Fürth
Na 1 jaar te hebben gespeeld bij Kickers Offenbach maakte Occéan de overstap naar SpVgg Greuther Fürth dat een niveau hoger speelde in de 2. Bundesliga. Hij tekende een contract tot juni 2014. Zijn debuut voor de club was op 15 juli 2011 in de wedstrijd tegen Eintracht Frankfurt. De wedstrijd daarop scoorde hij direct tweemaal tegen 1. FC Union Berlin waardoor de club met 4-0 wist te winnen. Zijn hoogtepunt bij de club voltrok zich op 8 februari 2011 waarin hij in de wedstrijd tegen TSG 1899 Hoffenheim het enige doelpunt van de wedstrijd maakte, wat betekende dat de club in de halve finale van de DFB-Pokal terechtkwam tegen Borussia Dortmund.
Aan het einde van het seizoen kreeg Occéan de prijs voor topscoorder van de 2. Bundesliga met 17 doelpunten in 31 wedstrijden. Alexander Meier en Nick Proschwitz hadden weliswaar evenveel gescoord, alleen Occéan had meer voorzetten gegeven waardoor hij de prijs in ontvangst mocht nemen.

### Eintracht Frankfurt
Op 3 juli 2012 maakte Occéan voor 1.3 miljoen euro de overstap naar Eintracht Frankfurt waar hij een contract tekende voor 3 jaar. Hij maakte zijn Bundesliga debuut voor de club op 25 augustus tegen Bayer Leverkusen. Op 15 september wist hij zijn eerste Bundesliga-doelpunt te maken. Per 1 juli 2013 was Occéan voor twee jaar verhuurd aan 1. FC Kaiserslautern in de 2. Bundesliga. Voor Eintracht Frankfurt heeft hij  1 keer gescoord in 18 wedstrijden.

## Interlandcarrière
In 2004 maakte Occéan zijn debuut voor Canada in een vriendschappelijke wedstrijd tegen Wales. Zijn eerste doelpunt namens Canada scoorde hij tegen Cuba. Verder was hij aanwezig bij de CONCACAF Gold Cup van 2005 en 2013.

## Erelijst
Lillestrøm
- Beker van Noorwegen

2007
 SpVgg Greuther Fürth
- 2. Bundesliga

2012